# Separação isotópica
Separação isotópica é o processo de concentração de isótopos específicos de um elemento químico através da remoção de outros isótopos. A utilização dos nuclídeos produzidos é variada. A maior variedade é usada em pesquisa (por exemplo, em química, onde os átomos de "marcador" nuclídeo são usados para descobrir mecanismos de reação). Por tonelagem, a separação do urânio natural em urânio enriquecido e urânio empobrecido é a maior aplicação. Este processo é essencial para a fabricação de combustível de urânio para centrais nucleares, e também é necessário para a criação de armas nucleares a base de urânio. Armas baseadas em plutônio utilizam esse elemento produzido em um reator nuclear, que deve ser utilizado de tal modo a produzir plutônio já na mistura isotópica adequada ou em grau. Embora diferentes elementos químicos podem ser purificados por meio de processos químicos, os isótopos do mesmo elemento tem propriedades químicas quase idênticas, o que torna este tipo de separação impraticável, com exceção à separação de deutério.
Alguns elementos isotopicamente purificados são utilizados em quantidades mais pequenas para aplicações especializadas, especialmente na indústria de semicondutores, onde silício purificado é utilizado para melhorar a estrutura cristalina e a condutividade térmica, e carbono, com maior pureza isotópica para fazer diamantes com uma maior condutividade térmica.
A separação centrífuga de isótopos foi sugerida pela primeira vez por Francis William Aston e Frederick Lindemann em 1919 e as primeiras experiências bem sucedidas foram relatadas por Vigas e F. B. Haynes em isótopos de cloro em 1936. A primeira separação em larga escala de isótopos de urânio foi alcançada pelos Estados Unidos em grandes instalações de separação por difusão gasosa no Laboratório de Oak Ridge, que foi estabelecido como parte do Projeto Manhattan. Estes usaram gás hexafluoreto de urânio como o fluido do processo. Pó de níquel e barreiras de difusão de malha de níquel eletrodepositadas foram descobertas pioneiras de Edward Adler e Edward Norris.